# إيفي أجاغبا
إيفي أجاغبا (بالإنجليزية: Efe Ajagba) (مواليد 22 أبريل 1994) هو ملاكم نيجيري، مثّل بلاده في الألعاب الأولمبية الصيفية 2016.

## روابط خارجية
إيفي أجاغبا على موقع بوكس ريك (الإنجليزية) (registration required)
- إيفي أجاغبا على موقع اللجنة الأولمبية الدولية (الإنجليزية)
- إيفي أجاغبا على موقع أوليمبيديا (الإنجليزية)
- إيفي أجاغبا على موقع اتحاد ألعاب الكومنولث (مؤرشف) (الإنجليزية)